# Helmut Werner (Manager)

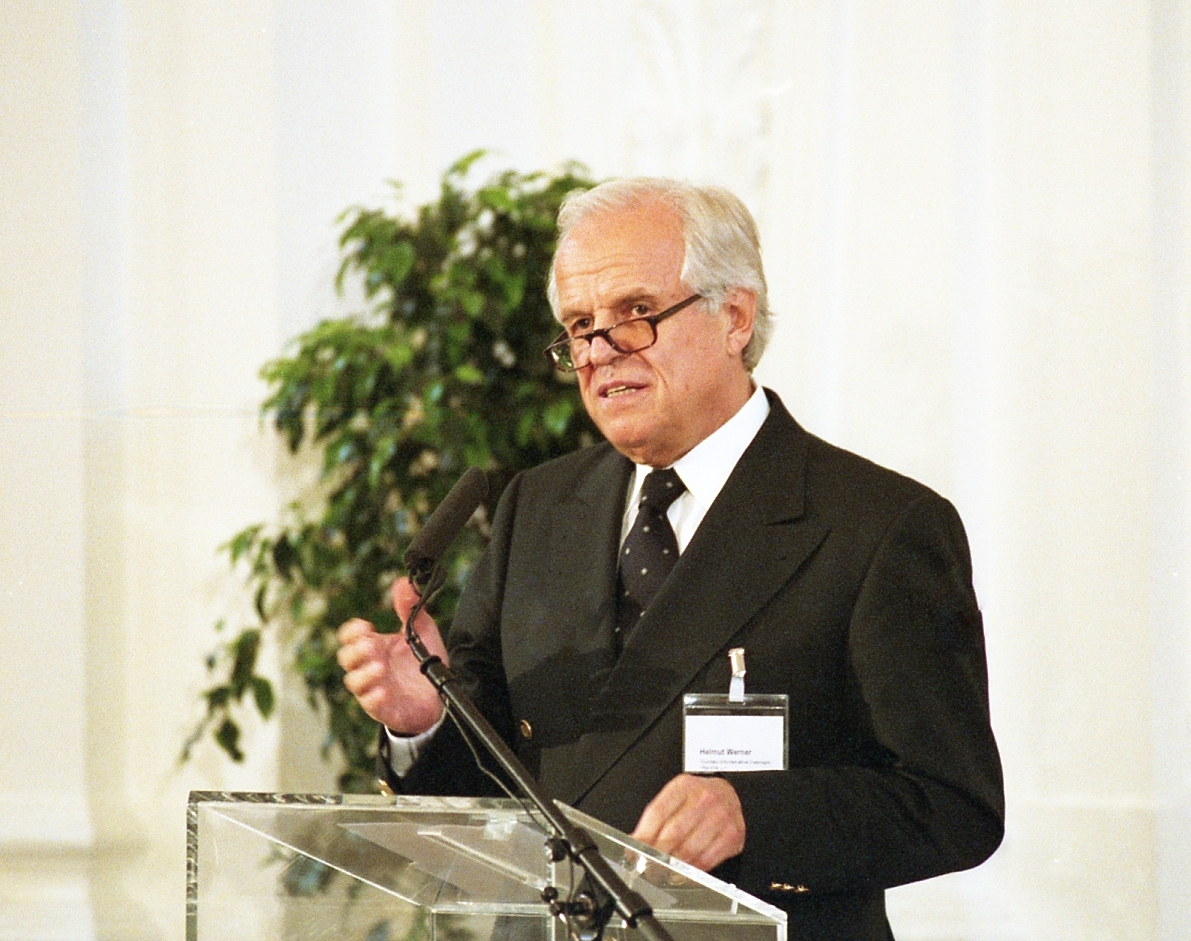
Helmut Werner (2002)

Helmut Werner (* 2. September 1936 in Köln; † 6. Februar 2004 in Berlin) war ein deutscher Manager sowie Schwimmer und Wasserballer.

## Werdegang
Der Sohn eines Bankmanagers war in seiner Jugend bundesdeutscher Meister im 100-m-Rückenschwimmen und dann Mitglied der bundesdeutschen Wasserballnationalmannschaft. 1956 machte er Abitur, es schloss sich ein Studium der Betriebswirtschaft in Köln und Bonn an, das er 1961 als Diplom-Kaufmann abschloss.
Danach begann er als Trainee bei der Firma Englebert & Co GmbH in Aachen, in der er dann in der Marketing-Abteilung arbeitete. 1970 wechselte er zur Europazentrale der fusionierten Firma Uniroyal-Englebert in Lüttich. Ab 1977 leitete er alle Produktgruppen der Uniroyal Europa und 1978 wurde er zum Direktor für Marketing und Entwicklung in Europa berufen.
1979 rückte er in den Vorstand der Continental Gummiwerke AG auf, die das Europa-Geschäft der Uniroyal Englebert gekauft hatte. Im Januar 1982 wurde Werner Vorstandsvorsitzender der Continental als Nachfolger von Carl Hahn, der Chef des Volkswagenkonzerns wurde.
Im November 1987 wechselte Werner in den Vorstand des Daimler-Benz-Konzerns und übernahm dort das Ressort „Nutzfahrzeuge“. Bei Mercedes-Benz wurde er außerdem Stellvertreter von Vorstandschef Werner Niefer. Zudem wurde er Mitglied im Konzernvorstand der Holding Daimler-Benz AG.
Ab Mai 1993 war Werner Vorstandsvorsitzender der Mercedes-Benz AG. Im Jahr 1994 erreichte er Einsparungen von vier Milliarden DM. Außerdem erreichte er den Abbau von 35.000 Arbeitsplätzen. In erster Linie baute er jedoch die Produktpalette aus.
1996 wurde Werner mit einem Bambi ausgezeichnet.
Im Januar 1997 verließ Werner Daimler-Benz, nachdem er einen internen Machtkampf gegen den neuen Konzernchef Jürgen Schrempp verloren hatte.
Danach war Werner vor allem als Ratgeber tätig. Bis zum Jahr 2000 hatte er auch den Aufsichtsratsvorsitz der EXPO 2000 in Hannover inne.
1998 bis 2003 war er zudem Aufsichtsratsvorsitzender der Frankfurter Metallgesellschaft AG (heute GEA Group).
Werner starb an den Folgen der Legionärskrankheit, einer Lungeninfektion.